# Four Runners
Four Runners (también escrito 4Runners) es una agrupación musical dedicada a la creación e interpretación de música jazz, centrándose en los géneros rythm jazz, jazz fusión y funky, fundado en Granada en el año 2000. En la actualidad, está integrada por Darío Moreno (piano y teclados), Sergio Albacete (saxofón), Guillermo Morente (bajo eléctrico) y Ramón González "El León" (batería).

## Historia
Tras varios años como pianista de jazz en distintas agrupaciones, como el cuarteto Señor Sommer o la Big Band de Granada, Darío Moreno entró a formar parte en 1997 del conjunto de música de fusión Aljaima, donde conoció al saxofonista cubano Nardy Castellini. Ya en el año 1999, y tras varios proyectos musicales juntos, ambos intérpretes deciden fundar un nuevo grupo, dedicado inicialmente a la ejecución de sus propios temas. Al poco tiempo, se incorporaron al grupo dos nuevos integrantes: Miguel Pérez al bajo eléctrico y Ramón González a la batería, constituyéndose en un cuarteto de jazz. También colabora habitualmente con ellos el baterista Pancho Brañas.
Realizaron su concierto de debut en la legendaria sala El Secadero (Alhendín, Granada). Tras varios años de funcionamiento, en los que cosecharon los elogios de la crítica especializada, la formación entra en un periodo de inactividad, a raíz de la salida de Nardy Castellini y Miguel Pérez. Pero, transcurrido un tiempo, ingresan en el grupo el saxofonista Sergio Albacete y el bajista Guillermo Morente, regresando Four Runners a los escenarios en 2014.
Desde su fundación, han realizado conciertos en algunas de las citas más prestigiosas del jazz en España, como el Festival Internacional de Jazz de Granada, Jazz Albacete, Festival Internacional de Jazz de Málaga, Jazz en la UMA o Festival Internacional de Jazz de Jaén, y en salas tan importantes como Alexis Viernes (Granada), Golden Club (Córdoba), Clasijazz (Almería) o la Sala Magic (Granada). En el año 2000, publican su primer disco, con el sello Ámbar Producciones, que es galardonado con el Premio de la Música de Andalucía 2001 al mejor CD de jazz, así como con el VI Premio Secadero, al mejor álbum de jazz y al mejor pianista.

## Galardones
- 2001 - Premio de la Música de Andalucía al mejor disco de jazz del año, por el álbum Four Runners
- 2001 - VI Premio Secadero al mejor disco y al mejor pianista, por el álbum Four Runners

## Discografía
- 2000 - Four Runners (Ámbar Producciones)